# Нова (Міжріченський район)
Но́ва (рос. Новая) — присілок у складі Міжріченського району Вологодської області, Росія. Входить до складу Старосільського сільського поселення.

## Населення
Населення — 33 особи (2010; 63 у 2002).
Національний склад (станом на 2002 рік):
- росіяни — 86 %